# 阿部克自
阿部 克自（あべ かつじ、1929年12月10日 - 2008年9月17日）は、ジャズ・フォトグラファー。

## 経歴
東京・早稲田出身。1940年に紀元2600年全国児童絵画展で文部大臣賞銀賞を受賞。
1945年に海軍兵学校に入校（78期）。この時期に米軍の英語放送を聴き、ジャズの魅力にはまる。
その後、1948年に旧制早稲田中学校卒業、1951年に旧制早稲田大学卒業。
翌1952年にはBOAC（英国海外航空会社：現在のブリティッシュ・エアウェイズの前身会社）に就職。
1953年頃よりレコード・ジャケットのデザインと写真をメインに活動。また、ジャズのDJとしてラジオ番組を持つことになった。
1960年初頭からカヴァー・アートの研究のため渡米するようになり、ニューヨークを拠点に活動を始める。その後、ジャズ・メンのみならず、日本のミュージシャンのレコード・ジャケットも数多くデザインするようになる。日本のバンド「チューリップ」 のロゴ・デザインもそのひとつ。1986年4月29日のデューク・エリントンの誕生日に合わせて発行されたアメリカの記念切手（22セント）に作品が使用され話題を呼ぶ。
2005年には、日本人として初めてジャズの写真家の最高の栄誉「ミルト・ヒントン・アワード」受賞。名実ともに世界的な写真家となる。
2008年9月17日肺炎のため死去。享年78。2009年9月11日、本人の遺言によりニューヨークのイースト川に散骨される。

## 写真集
- 「Jazz Giants」1986年
- 「Jazz Giants」がアメリカでも出版（Billboard Books）1988年
- 「50 Jazz Greats From Heaven」1995年
- 『ジャズの肖像　ポートレイチャーズ』、2017年、ハードカバー、ISBN 978-4401622856

## 著作
- CD Book 「American Standards」1992年
- 『とっておきジャズ体験 パーカーの子守唄』、1998年、ISBN 978-4401614493